# Fiodor Mokrous
Fiodor Jakowlewicz Mokrous (ros. Фёдор Яковлевич Мокроус, ur. 25 maja?/7 czerwca 1915 w Deszowce w guberni kałuskiej, zm. 9 sierpnia 1993 w Zaporożu) – radziecki działacz państwowy i partyjny.

## Życiorys
W latach 1932–1934 pracował w fabryce w Noworosyjsku, a 1938–1941 w fabryce nr 29 w Zaporożu (1938 ukończył technikum lotnicze w Zaporożu), od 1939 należał do WKP(b), 1941–1943 był sekretarzem komitetu WKP(b) warsztatu fabryki nr 29 w Omsku. W 1943 był sekretarzem rejonowego komitetu WKP(b) ds. kadr w Omsku, 1943–1944 kierownikiem Sektora Kadr Przemysłowych Komitetu Obwodowego KP(b)U w Zaporożu, 1944–1945 zastępcą kierownika, a 1945–1948 kierownikiem Wydziału Organizacyjno-Instruktorskiego Komitetu Obwodowego KP(b)U w Zaporożu. W latach 1948–1949 kierował Wydziałem Organów Partyjnych, Związkowych i Komsomolskich Komitetu Obwodowego KP(b)U w Zaporożu, 1949–1952 był słuchaczem Wyższej Szkoły Partyjnej przy KC KP(b)U, od 1952 do 3 lutego 1958 II sekretarzem Komitetu Obwodowego KP(b)U/KPU w Zaporożu, a od 26 marca 1954 do 16 lutego 1960 członkiem Komisji Rewizyjnej KPU. Od 3 lutego 1958 do stycznia 1963 był przewodniczącym Komitetu Wykonawczego Zaporoskiej Rady Obwodowej, od 19 lutego 1960 do 17 marca 1971 zastępcą członka KC KPU, od stycznia 1963 do 15 grudnia 1964 I sekretarzem Zaporoskiego Wiejskiego Komitetu Obwodowego KPU, a od 16 grudnia 1964 do marca 1969 ponownie przewodniczącym Komitetu Wykonawczego Zaporoskiej Rady Obwodowej.

## Odznaczenia
- Order Lenina (1958)
- Order Czerwonego Sztandaru Pracy (1965)
- Order „Znak Honoru” (1948)